# Hemeroblemma incedens
Hemeroblemma incedens là một loài bướm đêm trong họ Erebidae.